# Hedia Trabelsi
Hedia Trabelsi (ur. 2 stycznia 1992) – tunezyjska zapaśniczka walcząca w stylu wolnym. Zajęła dziewiętnaste miejsce na mistrzostwach świata w 2009. Brązowa medalistka mistrzostw Afryki w 2011 i 2013, a także igrzysk śródziemnomorskich w 2009. Trzecia na MŚ juniorów w 2009 roku.